# Septimania
Septimania (en francés: Septimanie) fue una región histórica situada en el sur de la actual Francia, comprendida en gran medida en lo que hoy se conoce como Languedoc-Rosellón. La región pasó por diversas administraciones desde su establecimiento bajo los visigodos en el siglo V hasta su incorporación definitiva al Reino de Francia en el siglo XIII.

## Origen del nombre
El origen del nombre Septimania ha sido objeto de debate entre historiadores, y existen varias teorías al respecto:
- Una de las teorías más aceptadas sugiere que el nombre Septimania proviene de la colonia romana "Colonia Julia Septimanorum Beaterrae", el nombre dado a la ciudad de Béziers en honor a los veteranos de la Legio VII Claudia, una legión romana que se estableció en la región en el siglo I d. C.[1] Según esta interpretación, el nombre Septimania aludiría a estos soldados veteranos y su establecimiento en Béziers.[2]

- Otra teoría propone que Septimania hace referencia a las siete ciudades o diócesis importantes de la región durante la época tardo-romana y visigoda: Narbona, Nîmes, Agde, Béziers, Elne, Lodève y Mauguio. Estas ciudades tenían un papel destacado tanto en la administración eclesiástica como en la organización territorial del período, por lo que Septimania se interpretaría como la "tierra de las siete ciudades".[3]

- Una interpretación adicional, menos frecuente, sugiere que el nombre pudo derivarse de la "Diocesis Septem Provinciarum", una división administrativa del Bajo Imperio Romano que incluía la provincia de Galia Narbonense. Aunque la región de Septimania no coincidía exactamente con las siete provincias originales de la diócesis, esta interpretación puede haber influido en la denominación del territorio.[4]

El término Septimania siguió utilizándose hasta el siglo XIII, cuando fue progresivamente reemplazado por Languedoc, término que designaba a la región en torno a la lengua occitana, el idioma hablado en la zona.

## Historia

### Fundación y época visigoda

Septimania en el 537.

En 462, el debilitado Imperio Romano de Occidente cedió el control de Septimania al rey visigodo Teodorico II como parte de un acuerdo para que los visigodos defendieran la región de posibles invasiones bárbaras. Este tratado incorporó Septimania al Reino Visigodo de Tolosa, cuya capital estaba en Toulouse. La región, con su capital en Narbona, servía como una importante vía de comunicación entre el reino visigodo en la Galia y los ostrogodos en Italia, facilitando así alianzas estratégicas y el comercio entre ambas naciones góticas.
Durante los primeros años del dominio visigodo, Septimania experimentó una mezcla de culturas galo-romana y visigoda, y se convirtió en un centro donde florecieron la agricultura y el comercio. La religión oficial de los visigodos era el arrianismo, en contraste con el catolicismo de la mayoría de la población local. Esto generó tensiones religiosas y culturales que perduraron durante décadas.
Tras la decisiva derrota visigoda en la Batalla de Vouillé en 507 frente a los francos de Clodoveo I, los visigodos perdieron gran parte de sus territorios en la Galia, lo que obligó al reino a trasladar su centro de poder a Toledo en la península ibérica. Sin embargo, Septimania permaneció bajo control visigodo y se convirtió en la última porción de la Galia aún gobernada por los visigodos. Este enclave, aunque pequeño, permitió al reino visigodo mantener una conexión con la Galia y seguir presente en el contexto político de la región.
Septimania desempeñó un papel importante en las continuas disputas entre los visigodos y los francos durante el siglo VI. Los francos intentaron repetidamente expandirse hacia el sur para tomar la región, pero los visigodos lograron mantener su control, en parte gracias al respaldo de los ostrogodos. Esta resistencia contribuyó a que Septimania se consolidara como un baluarte visigodo, que preservaba tanto la cultura gótica como sus leyes.

### Período islámico
En 719, las fuerzas musulmanas de al-Ándalus, bajo el mando del valí Al-Samh ibn Málik, cruzaron los Pirineos y avanzaron hacia el norte, ocupando la región de Septimania. Su capital se estableció en Narbona, que fue renombrada como Arbuna. Narbona se convirtió en una importante base militar y administrativa, desde la cual los musulmanes planearon y ejecutaron operaciones de expansión hacia la Galia meridional.
A partir de Narbona, las fuerzas musulmanas consolidaron su control sobre otras ciudades clave de la región, entre ellas Béziers, Agde, Lodève, Magalona y Nîmes, logrando una ocupación efectiva de la mayor parte de Septimania. En esta época, los musulmanes permitieron a los habitantes cristianos y judíos practicar su religión a cambio de pagar el yizya o impuesto de no-musulmanes, lo que facilitó la estabilidad en la región.
Sin embargo, en 721, cuando Al-Samh intentó expandir su dominio hacia Aquitania, encontró una fuerte resistencia en la batalla de Tolosa frente a las tropas del duque Odón el Grande de Aquitania. Esta batalla resultó en una gran derrota para las fuerzas musulmanas, en la cual Al-Samh fue gravemente herido y murió poco después en Narbona. La derrota en Tolosa marcó un límite significativo en la expansión musulmana hacia el norte de Septimania.
Pese a la derrota en Tolosa, la presencia musulmana en Septimania continuó durante varias décadas. Las fuerzas islámicas mantuvieron el control de Narbona y las principales ciudades de la región, utilizando la red portuaria de Narbona para reabastecer sus fuerzas y mantener una conexión con al-Ándalus. Los conflictos con los francos y aquitanos continuaron intermitentemente hasta que, en 732, los musulmanes sufrieron otra derrota significativa en la batalla de Poitiers a manos de Carlos Martel, lo que finalmente debilitó su dominio en la región.
En 759, tras años de intermitentes conflictos, Pipino el Breve consiguió recuperar Narbona y expulsar definitivamente a las fuerzas musulmanas de Septimania, marcando el fin de la presencia islámica en la región y estableciendo Septimania como una marca del Imperio Carolingio. Esta recuperación de Septimania por parte de los francos se considera un paso importante en la Reconquista de los territorios al norte de los Pirineos.

### Conquista franca y control carolingio
En 732, el avance de los ejércitos musulmanes en Europa occidental fue detenido en la célebre batalla de Poitiers, en la que el líder franco Carlos Martel logró una victoria decisiva que marcó un punto de inflexión en las incursiones musulmanas al norte de los Pirineos. A pesar de este revés, los musulmanes lograron mantener el control de la estratégica ciudad de Narbona y de otras zonas de Septimania, desde donde resistieron a las incursiones francas durante varias décadas.
En 737, Carlos Martel emprendió una campaña para recuperar Septimania. Aunque logró sitiar Narbona y ganó la batalla del Berre contra las fuerzas musulmanas, no pudo tomar la ciudad debido a la resistencia combinada de la guarnición musulmana y de algunos habitantes visigodos locales que preferían el control musulmán a la dominación franca. Martel finalmente se retiró sin lograr la conquista total de la región.
No fue hasta 759 que el hijo de Carlos Martel, Pipino el Breve, logró conquistar Narbona. Pipino convenció a la población local, compuesta en gran parte por visigodos, de que bajo su dominio se respetarían sus leyes y tradiciones, ganándose así su apoyo y facilitando la rendición de la ciudad sin resistencia significativa. Con la conquista de Narbona, los francos lograron expulsar a las últimas fuerzas musulmanas de Septimania, consolidando el control carolingio sobre la región.
Tras la conquista, Septimania se integró en el Imperio carolingio y fue establecida como una marca defensiva, a menudo denominada la "Marca de Gotia". Esta franja de protección servía como barrera contra futuras incursiones musulmanas desde el sur y como zona de influencia carolingia en el área fronteriza entre el reino franco y al-Ándalus. La región de Gotia incluía varios condados, entre ellos los de Narbona, Nîmes, Agde, Béziers y Mauguio, que estaban gobernados por condes nombrados por el emperador carolingio.
Durante los siglos VIII y IX, la Marca de Gotia desempeñó un papel crucial en la expansión carolingia hacia la península ibérica y en la creación de la Marca Hispánica, una serie de territorios fronterizos al sur de los Pirineos bajo control franco. La administración carolingia promovió la construcción de fortalezas y la creación de monasterios que actuaban como centros de influencia religiosa y cultural en la región.
El control franco sobre Septimania y la Marca de Gotia se mantuvo hasta bien entrado el siglo X, cuando el poder carolingio comenzó a debilitarse y la región empezó a fragmentarse en entidades feudales que, aunque nominalmente leales al imperio, actuaban con una considerable autonomía.

### Incorporación a la Corona de Francia
Durante los siglos X y XI, el control sobre Septimania fue asumido gradualmente por los condes de Tolosa y otros señores feudales locales, en un contexto de fragmentación del poder carolingio. La región experimentó una creciente autonomía y desarrolló una identidad propia, reflejada en el uso cada vez más frecuente del término "Languedoc" para designarla. Los condes de Tolosa y otros señores como los vizcondes de Narbona administraban Septimania con gran independencia de la Corona de Francia, que en este período tenía una influencia limitada en el sur del país.
La situación cambió radicalmente en el siglo XIII con la Cruzada Albigense (1209-1229), una campaña militar emprendida por la Iglesia católica y apoyada por el rey de Francia para erradicar la herejía cátara en el sur de Francia, especialmente en el Languedoc. La cruzada, liderada inicialmente por el noble francés Simón IV de Montfort, resultó en la confiscación de los territorios de los señores occitanos, incluido el condado de Tolosa. Tras la derrota de los cátaros y la firma del Tratado de Meaux-Paris en 1229, la mayor parte de Septimania y los territorios de Languedoc fueron integrados definitivamente en la Corona de Francia.
La incorporación a la Corona significó una consolidación del poder real en el sur de Francia. Con la desaparición de las estructuras de poder locales y la absorción de las tierras de los señores derrotados, la administración real reorganizó la región bajo el nombre de Languedoc, término que reemplazó definitivamente a "Septimania". Bajo control francés, Languedoc fue gobernado como una provincia administrativa en la que se impusieron leyes y costumbres más alineadas con el norte de Francia, aunque mantuvo ciertas particularidades regionales.
Con el tiempo, la identidad de Septimania se fue diluyendo, y el nombre cayó en desuso, relegado a la historia y reemplazado por el nombre de Languedoc, que perduraría hasta la reorganización administrativa de la región en tiempos modernos. Septimania se convirtió en parte de la estructura unificada del reino francés, consolidando el proceso de centralización que transformaría Francia en una monarquía territorial bajo el poder de la dinastía Capeta.

## Cultura y sociedad
Septimania fue una región culturalmente diversa y plural, donde se encontraron e influenciaron mutuamente distintos pueblos, como los godos, árabes, francos y las poblaciones galas locales. Bajo el dominio visigodo, se mantuvo el uso del latín vulgar, que gradualmente evolucionó hacia el occitano, la lengua de la región en la Edad Media. Con la llegada del dominio islámico en el siglo VIII, se introdujeron también elementos del árabe en la lengua y cultura locales, aunque la influencia se concentró principalmente en la administración y en algunos préstamos léxicos.
Durante el periodo islámico, Septimania fue un territorio de convivencia entre comunidades religiosas, albergando una población mixta de cristianos y musulmanes, en su mayoría bereberes y árabes, quienes administraban la región bajo el dominio omeya. Los cristianos, organizados en comunidades de rito visigodo, continuaron practicando su fe y pagando el impuesto de yizya, un tributo especial impuesto a las poblaciones no musulmanas. La libertad religiosa contribuyó a una cierta estabilidad en la región durante el dominio musulmán.
Con la reconquista franca y la incorporación a la Marca de Gotia en el siglo VIII, se restableció el dominio cristiano en la región, promoviendo la construcción de iglesias y monasterios que sirvieron como centros de influencia cultural y religiosa. La población cristiana visigoda, que incluía tanto a arrianos como a católicos, gradualmente adoptó el catolicismo promovido por los francos, lo que ayudó a consolidar la estructura eclesiástica en la región.
Septimania también fue un importante cruce cultural en cuanto al desarrollo de la arquitectura y las artes. Durante el período visigodo y carolingio, se construyeron varias iglesias en estilo prerrománico, algunas de las cuales muestran influencias arquitectónicas tanto visigodas como carolingias. Ejemplos destacados incluyen pequeñas capillas y basílicas que presentan el característico arco de herradura, influencia de la arquitectura hispanovisigoda.
La sociedad septimaniana estaba compuesta principalmente por campesinos, artesanos y una nobleza local que incluía tanto a francos como a visigodos. A medida que la región se integraba en el Imperio Carolingio, se implementaron estructuras feudales que consolidaron el poder de los señores locales sobre la población campesina. Este sistema perduró durante el Medievo, reflejando la fusión de costumbres germánicas y romanas en la organización social.

## Legado
El nombre "Septimania" perduró de forma residual en la literatura y documentos medievales, especialmente en textos que mencionaban las antiguas divisiones territoriales y en obras que abordaban la historia visigoda y franca. Con el tiempo, sin embargo, el término fue reemplazado por "Languedoc", nombre que hizo referencia a la región sur de Francia durante siglos y que reflejaba la prevalencia del idioma occitano, conocido también como la "lengua de oc".
En el siglo XXI, el nombre "Septimania" volvió a surgir en el debate político y cultural. En la década de 2000, el presidente del Consejo Regional del Languedoc-Rosellón, Georges Frêche, propuso renombrar la región como "Septimania" en un intento de revivir la identidad histórica de la zona. La propuesta, sin embargo, generó una gran controversia, particularmente en la Cataluña del Norte (Pirineos Orientales), donde muchas personas percibieron el cambio como una amenaza a su identidad cultural catalana, distinta de la identidad occitana de Languedoc. La oposición fue significativa y se organizaron campañas y protestas contra el cambio de nombre, alegando que "Septimania" borraba la herencia catalana de la región.
Finalmente, la oposición local obligó al Consejo Regional a abandonar la idea de cambiar el nombre. La región continuó siendo conocida como Languedoc-Rosellón hasta la reforma territorial de 2016, cuando se unió con Mediodía-Pirineos para formar la nueva región administrativa de Occitania. A pesar del abandono de la propuesta, la mención de "Septimania" dejó un legado en la cultura popular y el ámbito académico como símbolo del pasado visigodo y franco de la región.